# Plaça del Consell de la Vila
La plaça del Consell de la Vila és una plaça de Sarrià, Barcelona, situada davant de la Casa de la Vila de Sarrià. Hi conflueixen el carrer Major de Sarrià i els carrers del Rector Voltà, de Negrevernís i dels Paletes.
S'urbanitzà a finals del segle xix, amb motiu de la construcció de la nova seu de l'Ajuntament de Sarrià. Per fer la plaça i l'Ajuntament va caldre enderrocar un conjunt de petites cases que es coneixia com l'Orri i els Carrerrons. El promotor del projecte fou Ramon Miralles, constructor i alcalde de Sarrià, ajudat per Francesc Mariné i Martorell, arquitecte municipal, que també projectà la nova seu municipal, inaugurada el 1896.
La plaça rebé el nom de Constitució, però el 1922, amb l'agregació de Sarrià a Barcelona, per evitar una duplicitat de noms, es canvià per Consell de la Vila, nom de l'antiga institució que tenia al seu càrrec el govern i l'administració de la vila de Sarrià. La seva darrera reunió tingué lloc el 27 d'octubre de 1714. Més tard, imposat el nou règim pel Decret de Nova Planta, va subsistir el consistori, amb les diferents reformes que els temps anaven imposant, fins al 4 de novembre de 1921, data de l'agrupació de Sarrià a Barcelona. El 1927 es canvià pel nom de Poeta Zorrilla, però el 1931 recuperà el nom anterior. Al març de 1939 s'imposà de nou el nom de Poeta Zorrilla, fins al desembre de 1979 que va recuperar el nom actual.

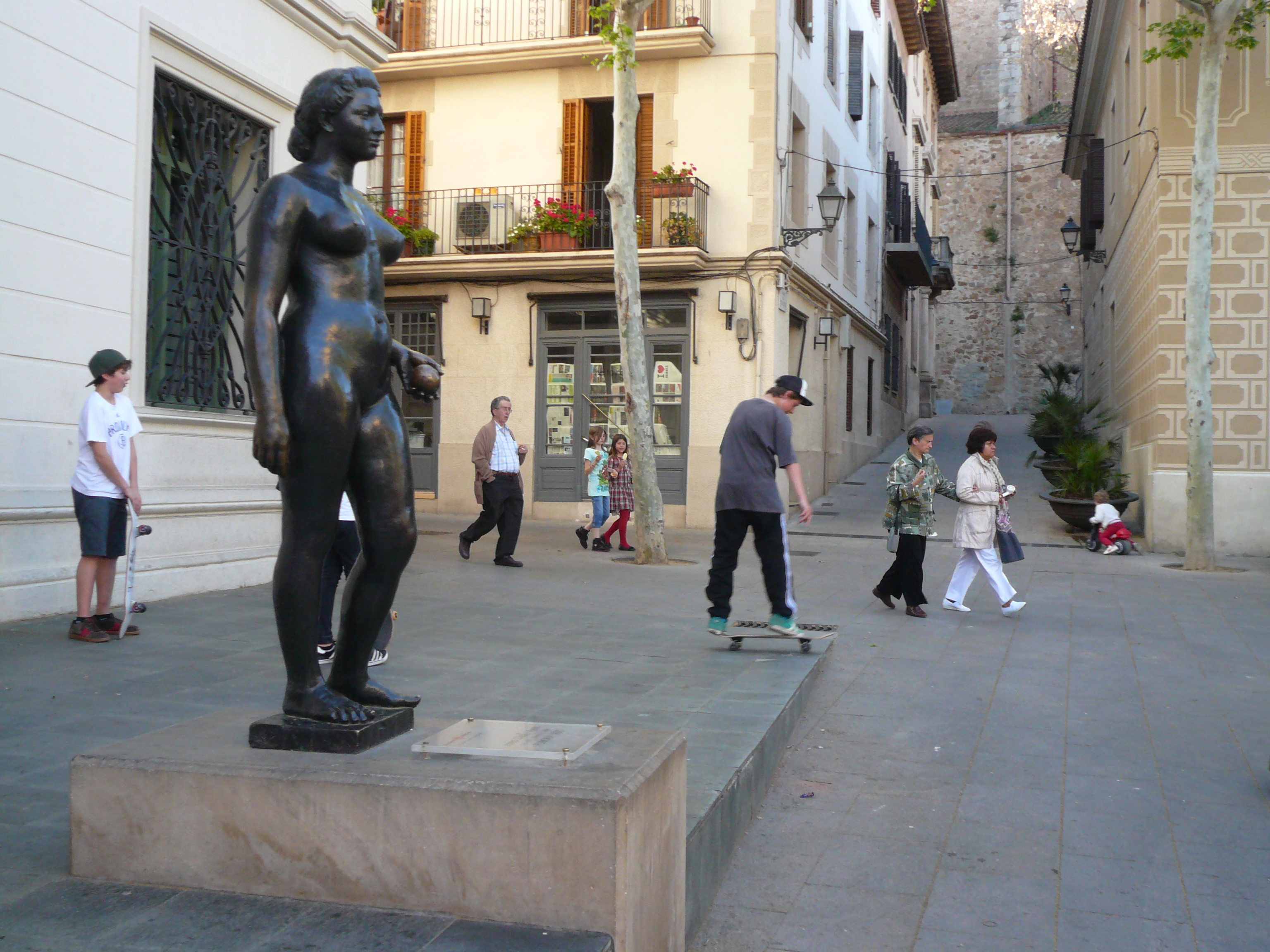
Escultura Pomona, de Josep Clarà

El 1977 es col·locà a la plaça, davant de la Casa de la Vila, l'escultura Pomona, de Josep Clarà i Ayats, procedent del tancament del Museu Clarà.